# DJ Blass
Vladimir Félix Velásquez Vega (Guayama; 1 de diciembre de 1978), más conocido artísticamente como DJ Blass, es un cantautor, músico, DJ y productor musical puertorriqueño. Ha sido nominado en dos ocasiones a los Premios Grammy Latinos como productor y premiado como compositor en los Premios BMI.
En 1999 presentó su primer álbum llamado Area 51 donde aparecen por primera vez Plan B, Guelo Star y Sir Speedy, entre otros. Ambos formaron parte del grupo Reggaeton Sex de One Star Music, primera compañía musical donde pertenecía Dj Blass y juntos logran presentar varias producciones musicales. Los mejores éxitos musicales con Plan B fueron «Plan B The Panic», «No puedo estar sin sex», «Me la explota», «Amiga», «Mi Chica MVP» «Frikitona», «Mi Vecinita» y con Sir Speedy «Hagamos el amor con la ropa», «Para que bailen», «Sientelo», «Como mi nena no hay», «Ayudame Imaginar».
Hasta la fecha, ha publicado más de 16 sencillos, tres álbumes de estudio como solista Sandunguero (2001), Sandunguero (2003) y Lágrimas y risas (2004), y EP con diversos artistas. Ha escrito y producido exitosos temas como «No te veo», «Good Bye», «Loco» de Jowell y Randy, «Mirala», «Ahi Ahi Ahi», «Es dificil» de De la Ghetto, «El Pistolon», «Let Me Know», «Block Party» de Yaga y Mackie, «Ella esta soltera», «Muevete y Perrea», «Yo se que te gusta», «Son las 12», «Seguroski», «Guayando» «Latigazo», «En La Cama» y «Mi Gatita y Yo» de Daddy Yankee y Nicky Jam cuando formaron un dúo entre el 2000 al 2003, asimismo, los primeros éxitos «Hola», «La Rockera», «Por mi reggae muero», «Dembow», «Pegate» de Wisin & Yandel, también es creador de las mejores canciones de reggaeton del reconocido dúo de rap Lito y Polaco como «Piensan», «Maniatica Sexual», «Esta noche quiero darte», «Hoy me levante» «Si ella es brava» y fue parte de la producción musical de los mejores álbumes de reconocidos artistas urbanos como Vico C y fueron éxitos «El bueno, el malo, el feo», «Se escaman», «Lo grande que es perdonar», «Compañera».

## Carrera musical
Se especializó en computación y música electrónica. Comenzó a tocar música a los 16 años aprendiendo piano y los medios y técnicas de producción. Comenzó a producir música profesionalmente a los 18. Su primer álbum de mixtape, @RIA 51: Aliados al escuadrón (también conocido como Reggaeton Sex, Vol. 1), se lanzó en 1999. A principios de la década de 2000, se mudó al norte de Puerto Rico y lanzó álbumes como Reggaeton Sex, Vol. 2 y 3 y Triple Sexxx.
Su primera oportunidad profesional como productor ocurrió cuando el productor urbano DJ Joe lo invitó a producir Francotiradores, Vol. 1, el álbum debut de Master Joe & O.G. Black. En 2001, con la ayuda de Pina Records, Blass lanzó Sandunguero, que alcanzó el número uno en la lista de álbumes tropicales y el 10 en la lista de los mejores álbumes latinos. Posteriormente, actuó en vivo por Puerto Rico y Estados Unidos. En el año 2003, lanzó su segundo álbum de estudio Sandunguero Vol. 2, su contenido refleja sus principales inspiraciones, derivadas del folk y la música africana, así como del electro y el rap vintage.
En el año 2004, ingreso al género cristiano, y trabajo con cantantes como Funky, Manny Montes, Dr. P, Triple Seven, Rey Pirin, con quien lanzaría Nuevas Criaturas, además, de asesorar a otros artistas en la construcción de carreras. Una serie de problemas de salud lo obligaron a dejar el panorama musical durante tres años. En el 2006, regresa con fuerza junto a nuevos artistas que le dieron la oportunidad de valorar su talento luego de algunos años de inactividad, los artistas como De la Ghetto y Jowell y Randy, lograron varios de sus principales éxitos junto a DJ Blass.
DJ Blass es uno de los pocos DJs productores que también interpreta sus propias canciones, las interpretaciones más conocidos son «Chica de la noche» con Rey Pirin, «Rey del marroneo» con DJ Rafy Mercenario, «Vamos a vacilar» con Maicol & Manuel, «Cómo te extraño» con Ñejo & Dálmata/Maicol & Manuel, «Cuantas girlas» con Master Joe & O.G. Black y «Esta va dedica» 
En la década del 2010, fue el encargado de producir para los novatos artistas Cosculluela,  J King y Maximan, De La Ghetto, J Balvin, y Guaynaa resultando en videos virales y nominados a diversos premios latinos como composiciones del año «Prrr», «Pa la Pared», «Cuando es», «Ahi Ahi Ahi», «Reggaeton», «Chicharron», respectivamente. 
Entre 2018 y 2019 produjo varios temas de la chilena Tomasa del Real, una de las principales figuras del movimiento del «neoperreo», entre ellas «Barre con el Pelo», que fue reconocida por la revista Rolling Stone como uno de los 100 mejores reggaetones de todos los tiempos. 
En 2020, produjo temas para el álbum Viva el perreo de Jowell & Randy junto a Don Omar y Quién contra mí 2 de Yandel  las versiones remix de los éxitos grabados en el 2001 y 2002, para las versiones 2020 colaboraron Anuel AA y Rauw Alejandro.

## Discografía

### Álbumes de estudio[20]
- 2001: Sandunguero
- 2003: Sandunguero 2
- 2004: Lágrimas y risas

Álbumes recopilatorios
- 2005: Sandunguero Hits

Álbumes colaborativos
- 1999: Area 51 / Reggaeton Sex (con Genio Killa)
- 2000: Reggaeton Sex 2 (con Genio Killa)
- 2001: Reggaeton Sex 3 (con Genio Killa)
- 2001: Triplexxx (con Genio Killa)
- 2002: Reggaeton Sex 4 - Crew (con Genio Killa)
- 2004: Nuevas criaturas (con Rey Pirin)
- 2005: Reggaeton remix (con DJ Barbosa)

Dj Blass estuvo a cargo de las principales pistas de los siguientes álbumes de reguetón, varios de ellos llegaron a los primeros lugares en la Lista de Billboard Latino inicialmente en la categoría de mejor Álbum Latino, luego mejor Álbum Tropical Latino y en el 2005 se crea una lista especial para el género urbano llamado mejor Álbum Ritmo Latino, las producciones de Vladimir Felix también llegaron a otras listas importantes como el Grammy Latino y Premios Lo Nuestro. 

### Principales álbumes producidos a varios artistas
One Star Music
- 2000: Francotiradores – Master Joe & O.G. Black
- 2001: Haciendo El Amor Con Ropa – Sir Speedy
- 2002: El mundo del Plan B – Plan B

Pina Récords
- 2001: La Conspiración
- 2002: Despertando conciencia 2 – Gavilán
- 2002: The Godfather – Hector “El Father”
- 2003: Pina...The Company: Los más duros
- 2003: La Conspiración 2: La secuela

- Artistas:
- 2001: Haciendo escante – Nicky Jam
- 2002: Mundo frío – Lito & Polaco
- 2002: Francotiradores 2 – Master Joe & O.G. Black
- 2002: Yakaleo – Maicol & Manuel
- 2003: Dando cocotazos – Sir Speedy
- 2003: La Colección – Master Joe & O.G. Black
- 2010: House of Pleasure – Plan B
- 2014: Love & Sex – Plan B

Fresh Production
- 2001: La Mision 2 - Juan Orengo "Yomi"
- 2002: La Mision 3 - Juan Orengo "Yomi"

- Artistas:
- 2001: De nuevos a viejos – Wisin y Yandel
- 2002: De otra manera – Wisin y Yandel

BM Récords
- 2001: Warriors III - Los Magníficos - Q Mac Daddy
- 2002: Los Mas Buscados - Q Mac Daddy

- Artistas:
- 2002: Los Dueños de la Disco – Alberto Stylee
- 2003: Kruël Intentions – Rey Pirin / Latin Music - Univibe Records
- 2004: Rebuleando Con Estilo – Alberto Stylee / Latin Music - Univibe Records
- 2004: Malas Maña – Ro-K Y Gammy / Latin Music - Univibe Records

VI Music
- 2001: Grayskull - Abusando - Caín y Abel
- 2001: Gargolas 3 - Alex Gárgolas
- 2001: 9 Plagas 2 - La Epidemia  - Mario VI
- 2002: VIP - Nunca Salgas A Perrear - Mario VI
- 2002: Grayskull 2 - No Es Facil - Abel

- Artistas:
- 2002: El Cangri.com – Daddy Yankee
- 2002: Rompiendo el hielo – Magnate & Valentino
- 2003: Los Homerun-es – Daddy Yankee

Luar Music
- 2002: MVP – Gocho
- 2003: Los Mozalbetes – Dj Kripy
- 2004: Todo a su tiempo – Divino

White Lion
- 2002: Planet Reggae - Elias De Leon
- 2007: Casa de Leones- Elias De Leon / Warner Music

- Artistas:
- 2002: Exitos (Como En Los Tiempos De Antes) – Maicol & Manuel
- 2003: Salon de la Fama – Nicky Jam
- 2007: Los Mas Sueltos Del Reggaeton – Jowell y Randy
- 2010: El Momento – Jowell y Randy
- 2013: Sobredoxis – Jowell y Randy
- 2016: La alcaldía del perreo – Jowell y Randy / Rimas Music

Sony BMG
- 2005: Los Cazadores / Platinum Music
- 2008: Masacre musical – De la Ghetto
- 2013: Geezy Boyz – De la Ghetto / Geezy Boyz Entertainment

Univisión Music
- 2005: La Moda – Yaga & Mackie
- 2006: La Calle Volume One / La Calle
- 2007: La reunión – Yaga & Mackie / La Calle

EMI Latin
- 2005: Guata gatos - Manolo Guatauba
- 2005: Desahogo – Vico C

Warner Music Latina
- 2018: Mi movimiento – De la Ghetto

Independientes
- 2001: Boricuas NY 2 / Borikua Muzik
- 2002: Sonando diferente – Yaga & Mackie / Diamond Music
- 2003: Los Dueños Del Estilo - Karel & Voltio / New Records
- 2003: Kasa Blanca - Great Kilo / Kermit Fernandez
- 2003: Jake Mate – Maicol & Manuel / Latin World Music
- 2003: Don Fichureo – Don Chezina / GEO Music
- 2005: El Desquite – Maicol & Manuel / Flow Music
- 2006: Abusando del Genero – Dj Joe / Bacatranes Music

## Premios y nominaciones
| Año  | Premio                    | Categoría                          | Trabajo nominado                                           | Resultado | ref.   |
| ---- | ------------------------- | ---------------------------------- | ---------------------------------------------------------- | --------- | ------ |
| 2003 | Premios Billboard Latinos | Album rap/hip-hop del Año          | «En Honor A La Verdad» (como productor) Feat Vico C        | Nominado  | [ 21 ] |
| 2004 | Premios Billboard Latinos | Album Tropical del Año - Masculino | «Todo A Su Tiempo» (como productor) Feat Divino            | Nominado  | [ 21 ] |
| 2008 | Premios Billboard Latinos | Canción Reggaetón del Año          | «No Te Veo» (como productor) Feat Casa de Leones           | Nominado  | [ 22 ] |
| 2004 | Premios Grammy Latinos    | Mejor Álbum de Música Urbana       | «En Honor A La Verdad» (como productor) Feat Vico C        | Ganador   | [ 21 ] |
| 2005 | Premios Grammy Latinos    | Mejor Álbum de Música Urbana       | «Desahogo» (como productor) Feat Vico C                    | Nominado  | [ 21 ] |
| 2010 | Premios Grammy Latinos    | Mejor Canción Alternativa          | «Te robaste mi corazón» (como compositor) Feat Fidel Nadal | Nominado  | [ 23 ] |
| 2019 | Premios Grammy Latinos    | Mejor Álbum de Música Urbana       | «Mi movimiento» (como productor) Feat De la Ghetto         | Nominado  | [ 23 ] |
| 2020 | Premios Grammy Latinos    | Mejor Interpretación de Reguetón   | «Chicharrón» (como productor) Feat Guaynaa                 | Nominado  | [ 24 ] |